# Compte général de l'État
Pour les articles homonymes, voir CGE.
En France, le compte général de l'État (CGE) présente des informations annuelles sur la situation patrimoniale de l'État. Le compte général de l'État est produit par la direction générale des Finances publiques (DGFiP) et validé par la Cour des comptes. Il a été défini par la loi organique relative aux lois de finances (LOLF).